# Castronno
Castronno – miejscowość i gmina we Włoszech, w regionie Lombardia, w prowincji Varese.
Według danych na rok 2004 gminę zamieszkiwały 4842 osoby, 1614 os./km².